# 28 июня
28 июня — 179-й день года (180-й в високосные годы) по григорианскому календарю.
До конца года остаётся 186 дней.
До 15 октября 1582 года — 28 июня по юлианскому календарю, с 15 октября 1582 года — 28 июня по григорианскому календарю.
В XX и XXI веках соответствует 15 июня по юлианскому календарю.

## Праздники и памятные дни
См. также: Категория:Праздники 28 июня

### Национальные
- Казахстан — День работников средств массовой информации (Казахстан).
- Польша — Национальный день памяти Познанского июня 1956 года.
- Украина — День Конституции.
- Сербия — Видовдан, день памяти битвы на Косовом поле.

### Религиозные
Православие
- Память святителя Ионы, митрополита Московского и всея России, чудотворца (1461);
- память пророка Амоса (VIII в. до н. э.);
- память преподобномучеников Григория, игумена, и Кассиана, Авнежских (1392);
- память мучеников Вита, Модеста и мученицы Крискентии питательницы (ок. 303);
- память мученика Дулы Киликийского (305—313)[4];
- память преподобного Дулы страстотерпца, Египетского[5];
- память преподобного Иеронима Блаженного, Стридонского (420);
- перенесение мощей прп. Феодора Сикеота, епископа Анастасиупольского (ок. IX);
- память благоверного князя Сербского Лазаря (1389);
- память святителя Ефрема II, патриарха Сербского (после 1395);
- память блаженного Августина, епископа Иппонийского (430);
- священномученика Амоса Иванова, пресвитера (1919).

### Именины
- Католические: Ириней, Леон.
- Православные: Августин, Амос, Вит, Герман, Григорий, Дула, Ефрем, Иероним, Иона, Касьян, Лазарь, Михаил, Модест, Фёдор.

## События
См. также: Категория:События 28 июня

### До XVII века
- 550 — в Константинополе освящена церковь Апостолов.
- 1098 — крестоносцы разбили войско Кербога в битве за Антиохию.
- 1119 — мусульманская армия Иль-Гази разгромила войско Рожера Салернского, регента Антиохии, в битве на Кровавом поле.
- 1519 — Карл V избран императором Священной Римской империи.
- 1569 — заключена Люблинская уния, объединившая Королевство Польское и Великое княжество Литовское в Речь Посполитую.
- 1575 — Ода Нобунага и Токугава Иэясу пытаются снять осаду с замка Нагасино, что в итоге заканчивается разгромом Такэда Кацуёри (28, 29 июня)[6][7].

### XVII век
- 1635 — французы основали в Карибском море колонию Гваделупа.
- 1644 — актёр бродячей труппы Жан Батист Поклен впервые упоминается в документах под псевдонимом Мольер[8].
- 1648 — начало экспедиции русских мореходов под руководством Семёна Дежнёва, в ходе которой был открыт Северный морской путь.
- 1651 — начало битвы под Берестечком между украинскими казаками Богдана Хмельницкого и польской армией короля Яна Казимира.

### XVIII век
- 1712 — в Санкт-Петербурге в присутствии Петра I на воду спущен первый линейный корабль, построенный в Главном адмиралтействе для Балтийского флота.
- 1778 — сражение при Монмуте в ходе Войны за независимость США.

### XIX век
- 1812 — войска Наполеона I вступили в Вильну.
- 1838 — коронация королевы Виктории в Вестминстерском аббатстве.

### XX век
- 1902 — конгресс США утвердил Закон о строительстве канала на Панамском перешейке и, таким образом, наделил президента полномочиями для приобретения у французской «Панамской компании» прав на строительство канала и у Колумбии права на вечное управление зоной канала.
- 1904 — одно из крупнейших кораблекрушений XX века: норвежское пассажирское судно «Нордж» разбилось на рифах близ острова Роколл. Трагедия унесла жизни 635 человек[9].
- 1911 — метеорит Нахла упал в Египте.
- 1912 — в России восстановлены посты мировых судей, упразднённые в 1889 году.
- 1914 — в Сараеве совершено убийство эрцгерцога Франца Фердинанда и его жены сербским террористом Гаврилой Принципом из группы «Млада Босна», спровоцировавшее Июльский кризис, переросший в Первую мировую войну.
- 1919
  - Образована Лига наций.
  - Подписан Версальский мирный договор, завершивший Первую мировую войну.
- 1921 — король Александр I Карагеоргиевич провозгласил новый конституционный устав Королевства сербов, хорватов и словенцев. Устав получил название «Видовданской конституции» по имени праздника.
- 1922 — создана прокуратура УССР.
- 1923 — «Известия» опубликовали обращение патриарха Тихона к «архипастырям, пастырям и пасомым православной церкви российской», в котором он заявил о признании Советской власти.
- 1926 — завершилось объединение компаний Benz и Daimler, появилась Daimler-Benz (Mercedes-Benz, 28—29 июня)[10].
- 1931 — В Испании прошли парламентские выборы. Выборы уверенно выиграла коалиция левых и центристских партий Союз республиканцев и социалистов, набрав 72,92 % голосов избирателей, что обеспечило ей 368 мест (78,30 %) в Конгрессе депутатов.
- 1933 — в Москве началась широкомасштабная операция по аресту и высылке цыган. В ходе её были депортированы 5470 человек.
- 1935 — Стэнли Мередит сообщил, что выделил в кристаллическом виде вирус табачной мозаики[11].
- 1940 — советские войска вступили на территорию Бессарабии и Северной Буковины, находившихся в составе Румынии.
- 1944 — освобождён от финских захватчиков город Петрозаводск — столица Карело-Финской ССР.
- 1948 — Информбюро коммунистических и рабочих партий исключило из своего состава Союз коммунистов Югославии. Поводом послужил отказ Иосипа Броз Тито строго следовать сталинским рекомендациям. Договор о дружбе и сотрудничестве между СССР и Югославией был расторгнут. Вскоре в советской печати Тито именовался едва ли не фашистом. Лишь после смерти «вождя всех народов» отношения между двумя странами вновь вошли в нормальное русло.
- 1969
  - Катастрофа самолёта Ил-14 в Киргизской ССР. 40 человек погибли.
  - Начало Стоунволлских бунтов в нью-йоркском районе Гринвич-Виллидж (Манхэттен). В ночь на 28 июня посетители клуба «Stonewall Inn» на Кристофер-стрит впервые оказали активное сопротивление полиции, проводившей очередную облаву. Столкновения продолжались несколько дней. Эти даты считаются точкой отсчёта для американского (а во многом и мирового) гей-движения.
- 1975 — группа «10cc» во второй (и последний) раз возглавила британский хит-парад с песней «I’m Not in Love», которая по итогам года будет названа лучшей в опросе самого авторитетного в то время еженедельника «Melody Maker».
- 1982 — первая катастрофа самолёта Як-42 — крупнейшая авиакатастрофа в истории Белоруссии. 132 человека погибли.
- 1988 — в Москве состоялось открытие XIX конференции КПСС, ознаменовавший начало политической реформы в СССР. Выступая на XIX Партийной конференции, которая завершилась 1 июля, М. С. Горбачёв изложил план изменений в административной структуре государства с целью демократизации Коммунистической партии и предоставления большей самостоятельности руководителям промышленных предприятий.
- 1989 — в Киеве прошёл прощальный матч Олега Блохина: сборная СССР встретилась со сборной мира.
- 1991
  - «Ливерпульская Оратория» Пола Маккартни прозвучала в Англиканском Соборе Ливерпуля. Маккартни написал эту 90-минутную работу в соавторстве с американским композитором Карлом Дэвисом в честь празднования 150-й годовщины Королевской Филармонии Ливерпуля.
  - На 46-м (заключительном) заседании сессии СЭВ (Совет Экономической Взаимопомощи) в Будапеште подписан протокол об упразднении организации.
- 1993 — в соответствии с решением Латвийского комитета по денежной реформе с этого дня в денежных расчётах совершён полный переход на лат.
- 1994 — на чемпионате мира по футболу нападающий сборной России Олег Саленко в матче против Камеруна установил рекорд турнира по количеству голов в одном матче, забив 5 мячей.
- 1996 — Верховная Рада Украины за одну ночь приняла новую Конституцию.
- 1997 — за 30 секунд до конца третьего раунда экс-чемпион мира по боксу Майк Тайсон, обиженный на защищавшего чемпионский титул Эвандера Холифилда за удар головой в лицо, впился в его ухо и откусил кусочек. Бой был остановлен, но после предупреждения Тайсону рефери Лейн разрешил продолжить соревнование — и новый кусок уха чемпиона оказался в зубах Тайсона. Поединок был прекращён, а Тайсон дисквалифицирован.

### XXI век
- 2001 — Слободан Милошевич, обвиняемый в военных преступлениях, тайно передан Международному трибуналу по бывшей Югославии.
- 2004 — распущено временное коалиционное правительство Ирака.

## Родились
См. также: Категория:Родившиеся 28 июня

### До XIX века
- 1476 — Павел IV (в миру Джанпьетро Карафа; ум. 1559), 223-й Папа Римский (1555—1559).
- 1491 — Генрих VIII Тюдор (ум. 1547), английский король (1509—1547), сделавший страну протестантской.

- 1577 — Питер Пауль Рубенс (ум. 1640), фламандский живописец.
- 1712 — Жан Жак Руссо (ум. 1778), французский писатель и мыслитель эпохи Просвещения.
- 1742 — Уильям Хупер (ум. 1790), американский юрист и политик, один из подписавших Декларацию независимости США.
- 1754 — Клод-Франсуа Мале (ум. 1812), французский генерал, руководитель заговора против Наполеона I.

### XIX век
- 1809 — князь Николай Голицын (ум. 1892), русский военный историк, мемуарист.
- 1824 — Поль Брока (ум. 1880), французский хирург, основоположник физической антропологии.
- 1827 — Лев Лагорио (ум. 1905), русский художник-маринист.
- 1831 — Пётр Вейнберг (ум. 1908), русский поэт, переводчик, историк литературы.
- 1855 — Теодор Ройсс (ум. 1923), немецкий оккультист.
- 1860 — Сергей Платонов (ум. 1933), русский историк.
- 1867 — Луиджи Пиранделло (ум. 1936), итальянский писатель, драматург, лауреат Нобелевской премии (1934).
- 1873 — Алексис Каррель (ум. 1944), французский хирург, биолог, патофизиолог, лауреат Нобелевской премии (1912).
- 1878 — Станислав Бжозовский (ум. 1911), польский литературный критик, писатель, философ.
- 1883 — Пьер Лаваль (расстрелян в 1945), французский политик, премьер-министр в 1931—1932 и 1935—1936 гг, глава «правительства Виши» с 1942 по 1944 год.
- 1892 — Эдвард Карр (ум. 1982), английский историк, политолог, дипломат, журналист.
- 1894 — Абрам Роом (ум. 1976), кинорежиссёр, сценарист, народный артист РСФСР.

### XX век
- 1901 — Иван Ковалёв (ум. 1993), советский военный и государственный деятель, нарком путей сообщения СССР (1944—1948).
- 1902 — Ричард Чарльз Роджерс (ум. 1979), американский композитор.
- 1906 — Мария Гёпперт-Майер (ум. 1972), немецкий физик, одна из двух женщин — нобелевских лауреатов по физике (1963).
- 1912 — Серджиу Челибидаке (ум. 1996), румынский и немецкий дирижёр.
- 1921 — Памулапарти Венката Нарасимха Рао (ум. 2004), премьер-министр Индии (1991—1996).
- 1923 — Даниил Храбровицкий (ум. 1980), советский сценарист и кинорежиссёр.
- 1924 — Вадим Сидур (ум. 1986), советский скульптор и художник.
- 1926
  - Мел Брукс, американский кинорежиссёр, киноактёр, комик.
  - Артём Карапетян (ум. 2011), советский и российский актёр театра и кино, сценарист, «король дубляжа».
- 1927
  - Шервуд Роуланд (ум. 2012), американский химик, лауреат Нобелевской премии (1995).
  - Борис Шилков (ум. 2015), советский конькобежец, олимпийский чемпион (1956), неоднократный чемпион мира и Европы.
- 1929 — Игорь Болгарин (ум. 2024), советский, украинский и российский писатель, киносценарист, режиссёр и педагог.
- 1930 — Николай Каретников (ум. 1994), советский и российский композитор-авангардист.
- 1932 — Пэт Морита (ум. 2005), американский киноактёр японского происхождения.
- 1933 — Гельмут Мюллер-Брюль (ум. 2012), немецкий дирижёр.
- 1940 — Павел Финн, киносценарист, актёр, заслуженный деятель искусств РСФСР.
- 1943 — Клаус фон Клитцинг, немецкий физик, лауреат Нобелевской премии (1985).
- 1946
  - Виктор Бутурлин (ум. 2022), советский и российский кинорежиссёр, заслуженный деятель искусств РФ.
  - Брюс Дэвисон, американский актёр, лауреат премии «Золотой глобус».
  - Олег Фиалко, советский и украинский кинорежиссёр и сценарист.
- 1947 — Анни Дюпре, французская актриса и писательница.
- 1948
  - Сергей Бодров (старший), советский и российский кинорежиссёр, сценарист, продюсер, писатель, журналист.
  - Кэти Бейтс, американская актриса и режиссёр, лауреат «Оскара», двух «Золотых глобусов» и др. наград.
- 1949 — Александр Панкратов-Чёрный, актёр театра и кино, кинорежиссёр, народный артист России.
- 1955 — Николай Зимятов, советский лыжник, 4-кратный олимпийский чемпион.
- 1960 — Андреа Бенелли, итальянский стрелок, олимпийский чемпион в ските (2004).
- 1966
  - Джон Кьюсак, американский киноактёр, сценарист, продюсер.
  - Наталья Штурм, российская певица.
- 1967 — Яна Поплавская, советская и российская актриса, теле- и радиоведущая.
- 1969 — Айелет Зорер, израильская киноактриса.
- 1971
  - Фабьен Бартез, французский футбольный вратарь, чемпион мира (1998), чемпион Европы (2000).
  - Илон Маск, канадско-американский инженер и предприниматель, основатель компаний PayPal, SpaceX, один из основателей и инвесторов Tesla Motors.
  - Рэй Слейнгард, нидерландский музыкант, рэп-исполнитель, фронтмен группы «2 Unlimited».
- 1972 — Мария Бутырская, российская фигуристка, чемпионка мира (1999), трёхкратная чемпионка Европы.
- 1973
  - Андре Ланге, немецкий бобслеист, четырёхкратный олимпийский чемпион.
  - Региллио Симонс, нидерландский футболист и футбольный тренер.
- 1976 — Сет Уэскотт, американский сноубордист, двукратный олимпийский чемпион в сноуборд-кроссе.
- 1981 — Джон Уоттс, американский кинорежиссёр, сценарист и продюсер.
- 1985 — Ляйсан Утяшева, российская спортсменка, заслуженный мастер спорта по художественной гимнастике, телеведущая.
- 1987 — Аяка Кикути, японская конькобежка, олимпийская чемпионка 2018 года.
- 1989 — Джо Ковач, американский толкатель ядра, двукратный чемпион мира.
- 1991 — Кевин Де Брёйне, бельгийский футболист.
- 1992 — Элейн Томпсон-Хера, ямайская бегунья, 5-кратная олимпийская чемпионка.
- 1994 — Аниш Гири, нидерландский, ранее российский шахматист, гроссмейстер.
- 1996 — Донна Векич, хорватская теннисистка.

## Скончались
См. также: Категория:Умершие 28 июня

### До XIX века
- 202 — Юань Шао, китайский полководец эпохи Троецарствия[12].
- 548 — Феодора (р. ок. 500), византийская императрица, супруга Юстиниана I.
- 767 — Павел I (р. 700), 93-й Папа Римский (757—767), брат папы Стефана II (III).
- 1586 — Примож Трубар (р. 1508), словенский протестантский проповедник, первопечатник и лингвист.
- 1598 — Абрахам Ортелиус (р. 1527), фламандский картограф, издатель первого современного атласа.
- 1628 — Йенс Мунк (р. 1579), норвежско-датский мореплаватель и исследователь.

### XIX век
- 1813 — Герхард Шарнхорст (р. 1755), прусский полководец, генерал.
- 1834 — Осип Бове (р. 1784), российский архитектор.
- 1836 — Джеймс Мэдисон (р. 1751), четвёртый президент США (1809—1817).
- 1838 — Карл Бистром (р. 1770), российский военачальник, генерал от инфантерии, генерал-адъютант.
- 1839 — Александр Воейков (р. 1778 или 1779), русский поэт, переводчик, литературный критик, издатель, журналист.
- 1855 — Фицрой Джеймс Раглан (р. 1788), британский фельдмаршал, по имени которого назван вид покроя рукава реглан.
- 1857 — Нино Чавчавадзе (р. 1800), грузинская княжна, жена А. С. Грибоедова.
- 1884 — Николай Берг (р. 1823), русский поэт, переводчик, историк.

### XX век
- 1914 — убит Франц Фердинанд (р. 1863), австрийский эрцгерцог, наследник престола Австро-Венгрии (с 1896).
- 1922 — Велимир Хлебников (р. 1885), русский поэт и писатель-прозаик.
- 1924 — Иоганн Никель (р. 1863), немецкий и польский католический теолог и педагог; доктор богословия.
- 1932 — Майронис (р. 1862), литовский поэт, драматург, теолог, католический священник.
- 1936 — Александр Беркман (р. 1870), деятель международного анархического движения, писатель.
- 1942 — Янка Купала (наст. имя Иван Луцевич, р. 1882), белорусский советский поэт и переводчик, драматург, публицист.
- 1944 — Иван Зубков (р. 1904), советский инженер, один из руководителей обороны Ленинграда в дни блокады.
- 1948 — Леонид Рамзин (р. 1887), учёный-теплотехник, изобретатель первого советского прямоточного котла.
- 1967 — Оскар Мария Граф (р. 1894), немецкий писатель, антифашист.
- 1971
  - Антанас Венцлова (р. 1906), литовский советский поэт, прозаик, критик, переводчик, государственный деятель.
  - Александр Сигаев (р. 1893), кинооператор, заслуженный деятель искусств РСФСР.
- 1974 — Вэнивар Буш (р. 1890), американский учёный, инженер, изобретатель аналоговых компьютеров, организатор науки.
- 1979 — Натан Рахлин (р. 1906), дирижёр, педагог, народный артист СССР
- 1984
  - Вера Немчинова (р. 1899), русская, французская и американская балерина, балетный педагог.
  - Игаэль Ядин (р. 1917), израильский археолог, открывший Свитки Мёртвого моря, политический деятель.
- 1989 — Йорис Ивенс (р. 1898), голландский кинорежиссёр-документалист.
- 1992
  - Михаил Таль (р. 1936), советский шахматист, гроссмейстер, 8-й чемпион мира.
  - Виктория Вронская (р. 1909), американская пианистка и педагог.
- 1993 — Борис Христов (р. 1914), болгарский оперный певец (бас).
- 2000 — Надежда Казанцева (р. 1911), певица, народная артистка РСФСР.

### XXI век
- 2001 — Мортимер Адлер (р. 1902), американский философ, педагог, популяризатор науки.
- 2009 — Алексей Цветков (р. 1924), советский и российский скульптор-анималист.
- 2011 — Алексей Мажуков (р. 1936), советский композитор-песенник, кинокомпозитор.
- 2024 — Марти Павелич (р. 1927), канадский хоккеист, нападающий; провёл 10 сезонов в НХЛ («Детройт Ред Уингз»). Четырёхкратный обладатель Кубка Стэнли (1950, 1952, 1954, 1955).